# دانيال لاريا
دانييل ني آيي لاريا (من مواليد 11 سبتمبر 1987) هو حكم كرة قدم غاني وهو حكم دولي مدرج لدى الفيفا منذ عام 2014.  وهو أيضًا أحد حكام الدوري الغاني الممتاز . 
وفي عام 2021، تم اختيار لاريا رسميًا كحكم لبطولة الأمم الأفريقية 2020 المؤجلة بالكاميرون. 
أدار نهائي كأس الاتحاد الغاني 2021 بين هارتس أوف أوك وأشانتي جولد .   وكان لاريا أيضًا أحد الحكام المعينين لبطولة كأس الأمم الأفريقية 2021 بالكاميرون.   

## النشأة
لاريا من مواليد يوم 11 سبتمبر 1987 في اكرا . تلقى تعليمه الثانوي في أكاديمية أكرا حيث لعب كرة القدم وأصبح فيما بعد حارس مرمى فريق كرة القدم بالمدرسة.  وهو حاصل على درجة بكالوريوس العلوم في المحاسبة من كلية إدارة الأعمال بجامعة غانا ، ودرجة البكالوريوس في التربية البدنية من جامعة التربية في وينيبا . 

## مسيرته
بدأ لاريا عمله كحكم محترف في دوري الدرجة الأدنى الغاني عندما كان عمره 17 عامًا في عام 2005. في عام 2012، عندما كان يبلغ من العمر 24 عامًا، أدار أول مباراة له في الدوري الغاني الممتاز بين ميدياما وبيريكوم تشيلسي ، وبعد ذلك بعامين، أصبح حكمًا مدرجًا في قائمة الفيفا . 
بعد تجنيده، أدار لاريا عددًا من مسابقات كرة القدم الدولية بما في ذلك؛ كأس الأمم الأفريقية تحت 17 سنة 2017 التي أقيمت في الجابون ، وكأس الأمم وافو 2018 في غانا ، وبطولة تشان 2018 التي استضافتها المغرب ، وبطولة تشان 2020 التي أقيمت في الكاميرون .  تم استدعاؤه لإدارة نهائي كأس الاتحاد الغاني 2021 بين هارتس أوف أوك وأشانتي جولد .   كما أدار المباراة الأولى رفيعة المستوى بين هارتس أوف أوك وأشانتي كوتوكو في موسم 2020–21. وكان لاريا أيضًا أحد الحكام المعينين لبطولة كأس الأمم الأفريقية 2021 بالكاميرون.   
أدارت لاريا دوري أبطال أفريقيا للسيدات 2022 في المغرب.   كان مساعد حكم الفيديو المساعد (AVAR) في نهائي دوري أبطال أفريقيا للسيدات 2022 .  في 6 ديسمبر 2022، تم إدراجه أيضًا في قائمة المسؤولين عن بطولة الأمم الأفريقية 2022 المعاد جدولتها في الجزائر.   في 13 يناير 2023، عمل كحكم فيديو مساعد في المباراة الافتتاحية للمسابقة بين الجزائر وليبيا . 

## الحياة الشخصية
يستمتع لاريا بالتدريب البدني وكرة السلة في أوقات فراغه. كما أنه يحب عرض الأزياء والتقاط الصور. 

## روابط خارجية
- دانيال لاريا  على سكروي
- دانيال ني لاريا في الحكم العالمي